# Bad Boys (песня)
«Bad Boys» (с англ. — «Плохие парни») — песня ямайской регги-группы Inner Circle. Написана в 1987 году, однако обрела популярность в США только после переиздания в 1993, когда она заняла восьмое место в Billboard Hot 100 и седьмое в Top 40 Mainstream. На протяжении 25 лет песня является музыкальной темой вступительной заставки американского телесериала «Копы».

## История
Первоначально песня была издана в 1987 году вместе с альбомом One Way и не имела успеха, плохо продавалась. В 1992 году её включили в альбом Bad to the Bone, а в 1993 выпустили в США уже как сингл после успеха предыдущего международно известного сингла группы под названием «Sweat (A La La La La Long)». «Bad Boys» заняла 52 место британского и 8 американского хит-парадов. В США песне был присвоен золотой, а потом и платиновый статус. Также в 1991 году «Bad Boys» была выпущена как сингл в нескольких европейских странах и занимала первое место чартов в течение трёх недель в Норвегии и Финляндии, 2 строчку хит-парада Швеции.

## В культуре
Одной из причин, по которой «Bad Boys» стала музыкальной темой вступительной заставки американского телесериала «Копы», оказалось отношение продюсера шоу к группе Inner Circle: он был их поклонником. Песня была популярна в 1990-е и вошла в саундтрек фильма Плохие парни 1995 года, а потом Плохие парни 2, снятого в 2003 году.
Песня отсылает к композиции Боба Марли «I Shot the Sheriff», упоминая шерифа Джона Брауна.